# 煤城 (印第安納州)
煤城（英語：Coal City）是位於美國印地安納州歐文縣的一個非建制地區。該地的面積和人口皆未知。

## 地理
煤城海拔高度為653英呎。而該地所採用的時區為UTC-5，即北美東部時區（EST）。同時該地設有夏令時間，為UTC-5調快一小時，即UTC-4（EDT）。